# Nel Klaassen
Petronella Hélène „Nel“ Klaassen (* 21. Oktober 1906 in Arnhem; † 30. September 1989 in Heemstede) war eine niederländische Malerin, Zeichnerin und Bildhauerin.

## Leben
Nel Klaassen war die Tochter der Buchhändler Wilhelmus Nicolaas Klaassen (1870–1960) und Helena Antonia Lageman (1879–1955), die in Amsterdam eine Buchhandlung und eine Druckerei in der Jansstraat betrieben. Sie hatte einen älteren Bruder, Willem. Aufgrund ihrer zeichnerischen Begabung erhielt sie ab dem neunten Lebensjahr Zeichenunterricht bei der Genootschap Kunstoefening. An der Middelbare School voor Beeldende Kunsten en Kunstnijverheid absolvierte sie eine kunsthandwerkliche Ausbildung und wurde dort vom Bildhauer Gijsbert Jacobs van den Hof in der Arbeit mit Ton, Holz und Stein unterwiesen. Von 1928 bis 1932 studierte sie an der Rijksakademie van beeldende kunsten in Amsterdam und besuchte die Bildhauerklasse von Jan Bronner. In dieser Zeit wohnte sie unter kargen Lebensumständen mit ihrem Kommilitonen und späteren Ehemann Jacob „Jaap“ Bouhuys (1902–1983) zusammen, den sie bereits aus Arnhem kannte.
1932 gewann Nel Klaassen den Prix de Rome für ihre monumentalen und dekorativen Skulpturen. Das damit verbundene Stipendium verwendete sie, um ein Jahr lang in Rom zu arbeiten und die dortigen Kirchen, Skulpturen und Mosaiken zu studieren. Außerdem unternahm sie bis 1936 mit Jaap Bouhuys Studienreisen durch Italien, Frankreich und England mit Besuchen in London und Paris. Für die Weltfachausstellung Paris 1937 entwarf sie im Auftrag des Architekten Frits Eschauzier eine Bauskulptur aus getriebenem Blei für die Abteilung für religiöse Kunst im niederländischen Pavillon. Für diese Arbeit wurde sie mit einer Medaille d'or ausgezeichnet und begann ihre langjährige Zusammenarbeit mit Eschauzier. Sie wurde Mitglied der Kunstenaarsvereniging Sint Lucas und des Nederlandse Kring van Beeldhouwers. 1936 bis 1952 lebten Jaap Bouhuys und Nel Klaassen in Amsterdam, danach in Zandvoort, wo sie am 17. April 1958 heirateten. Die Fassade ihres schlichten Atelierhauses am Boulevard Paulus Loot 21 versahen sie mit farbenfrohen Mosaiken. Gemeinsam entwarfen sie bis in die 1960er Jahre Innenausstattungen und im Rahmen von Kunst am Bau Mosaiken, Wandfresken, -bilder und -reliefs. Nel Klaassen blieb bis ins hohe Alter künstlerisch tätig. Sie starb 1989 in Heemstede.

## Werk

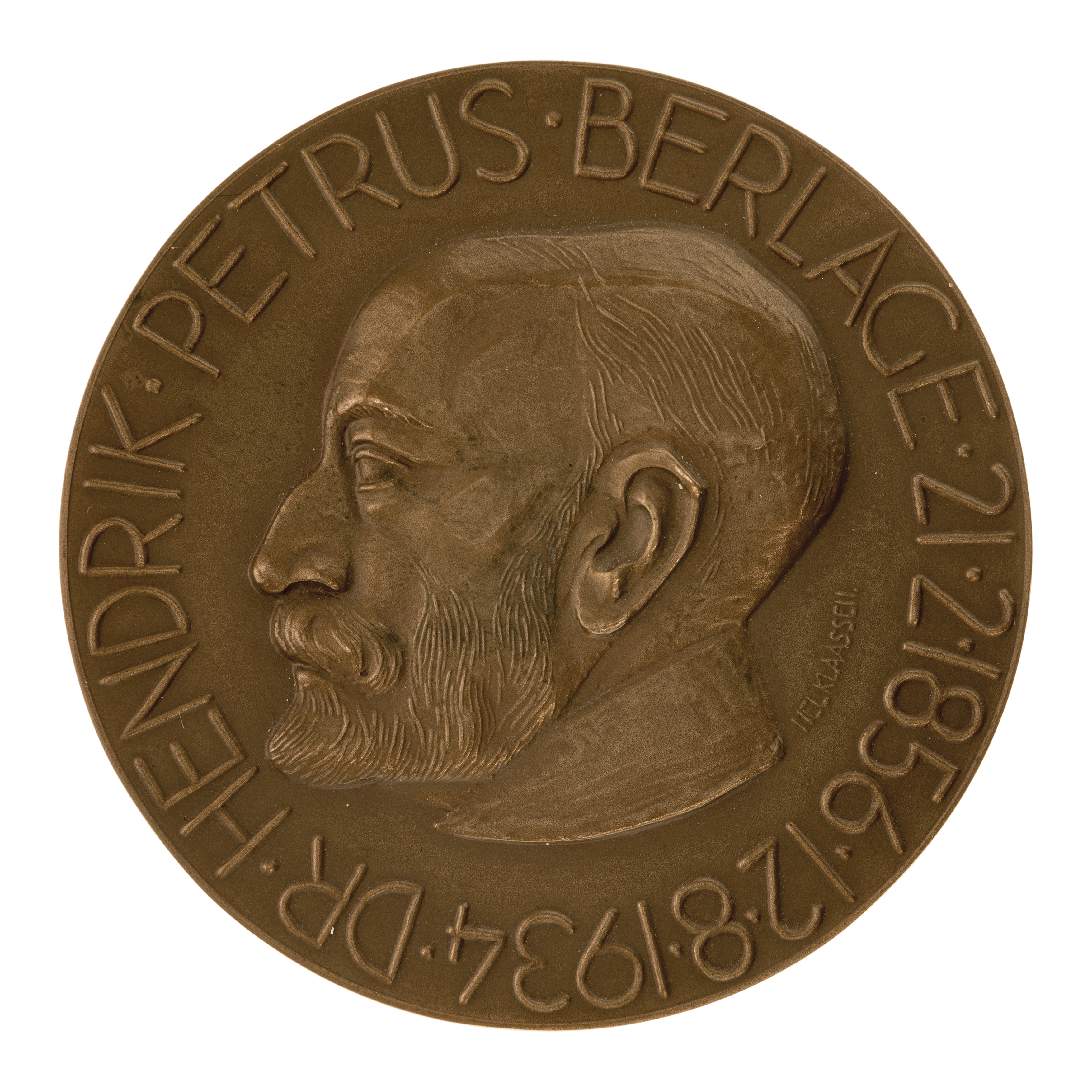
Gedenkmedaille Hendrik Petrus Berlage

Nel Klaassen fertigte Entwurfszeichnungen, Intarsien, Tapisserien, Gobelins, Mosaike, Fresken, Wandbilder, Keramiken und Großskulpturen. Sie entwarf auch Gedenkmedaillen, wie 1934 für Hendrik Petrus Berlage und 1948 anlässlich der Krönung von Königin Juliana. Ihr bildhauerisches Werk umfasste „sowohl gegenständlich-expressive Figurationen wie formreduzierte Arbeiten“. In ihren Kleinplastiken experimentierte sie gelegentlich mit kubistischen Formen.
Ab 1937 verband Nel Klaassen mit dem Architekten Frits Adolf Eschauzier eine zwanzigjährige Zusammenarbeit, in der sie eine Vielzahl von monumentalen Skulpturen und Reliefs für seine Gebäude entwarf sowie für die Gestaltung von Inneneinrichtungen. Dazu gehörten unter anderem:
- Skulpturen für das Rathaus in Nijmegen
- Skulpturen und Gobelins für Bankgebäude in Amsterdam und Rotterdam
- Skulpturen für das Kaufhaus De Bijenkorf in Den Haag
- Entwürfe für Parkettintarsien für den Innenausbau von Passagierschiffen, etwa für den Luxusliner Nieuw Amsterdam 1937 bis 1938 und Holzintarsien, Wandgemälde und Gobelins für die Statendam 1956[3]
- Intarsienarbeit im Eingangsbereich und Relief am Kamin im Landhuis Noorderheide im Auftrag von Daniël George van Beuningen 1939–41[2]

Werke im öffentlichen Raum (Auswahl):

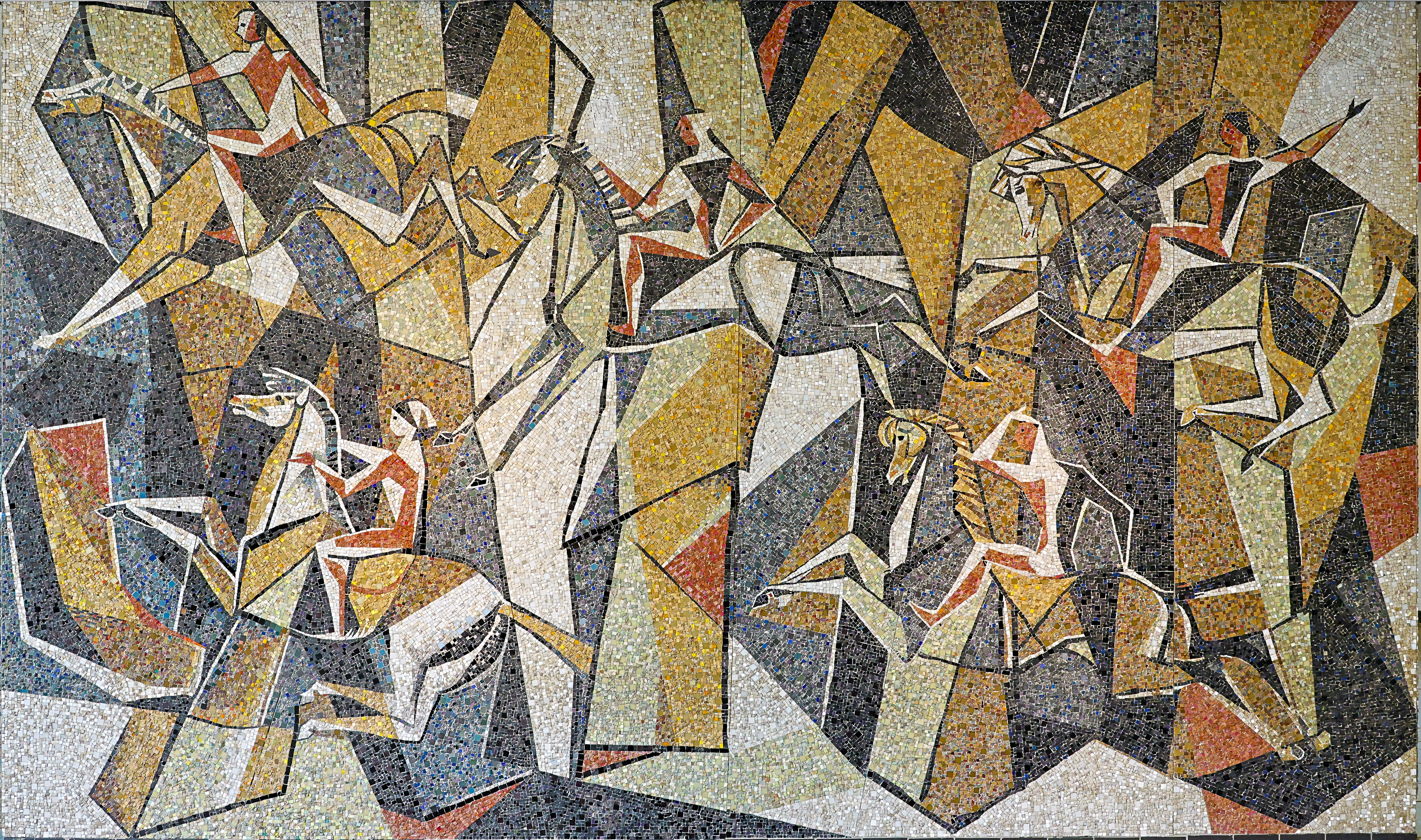
Mozaïek, Lorentz Casimir Lyceum

- Buutpaal. Luxemburglaan, Heemskerk
- Daphne. Stationsplein, Zwijndrecht
- St. Joris met de draak. Noordersportpark, Haarlem, ca. 1930
- Jan Oudegeest. Naritaweg 10, Amsterdam, 1932
- Giebelrelief. Hengelostraat 75, Enschede, 1941
- In de Cluys. Giebelrelief, Markt, Middelburg, 1942
- Eert de vrouw. Arnhem, 1949
- Monument voor de gevallenen. De Brink, Laren, 1949/50
- Vertikales Relief über die gesamte Gebäudehöhe für beide Seiten des Eingangs, Amsterdamsche Bank-Incassobank NV, Blaak 40, Rotterdam, 1950
- Bronzerelief für den Eingang der Nederlandsche Handel-Maatschappij N.V., Blaak 34, Rotterdam, 1950
- Thuiskomst van de visvangst. Wandgemälde, Bibliothek Rotterdam, 1958
- Mozaïek. Lorentz Casimir Lyceum, Celebeslaan 20, Eindhoven, 1961 (zusammen mit Jaap Bouhuijs)
- Zeemeermin met kind. Herman Heijermansweg 73, Zandvoort, 1963
- Relief. Boulevard Paulus Loot 21, Zandvoort, 1963 (zusammen mit Jaap Bouhuijs)[2][3]

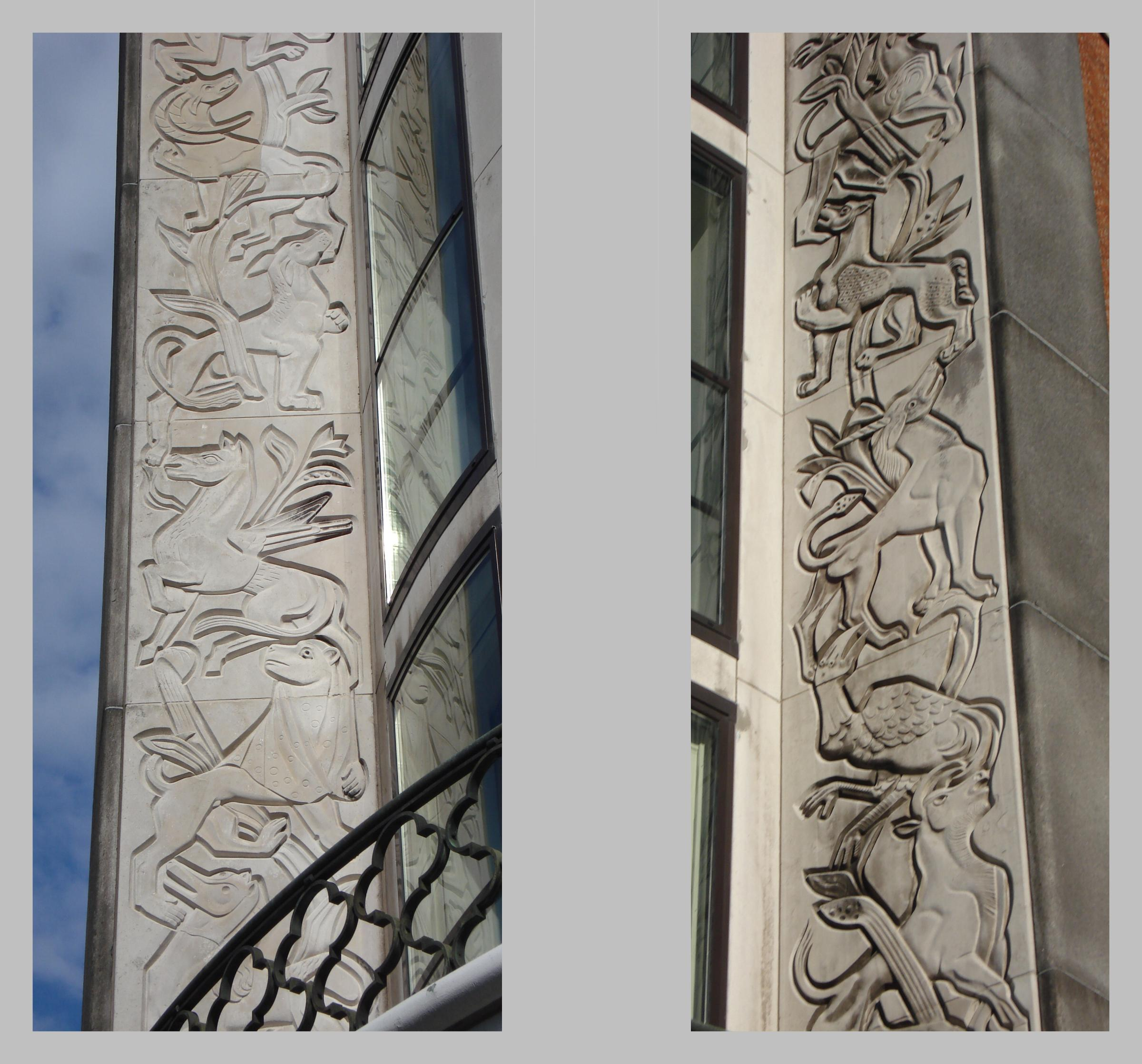
Relief, Blaak 40, Rotterdam
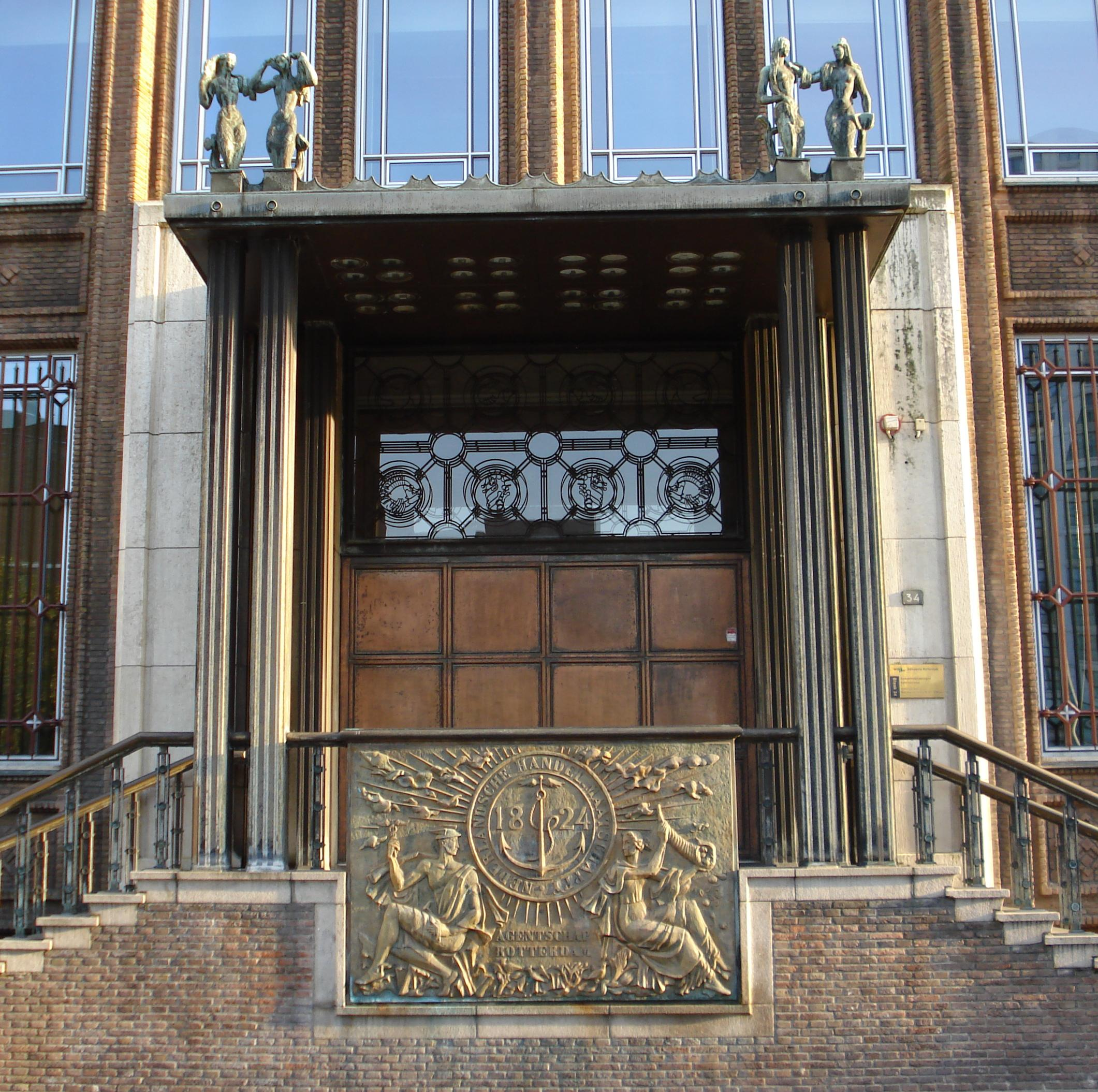
Bronzenes Emblem und vier Meerjungfrauen, Blaak 40, Rotterdam
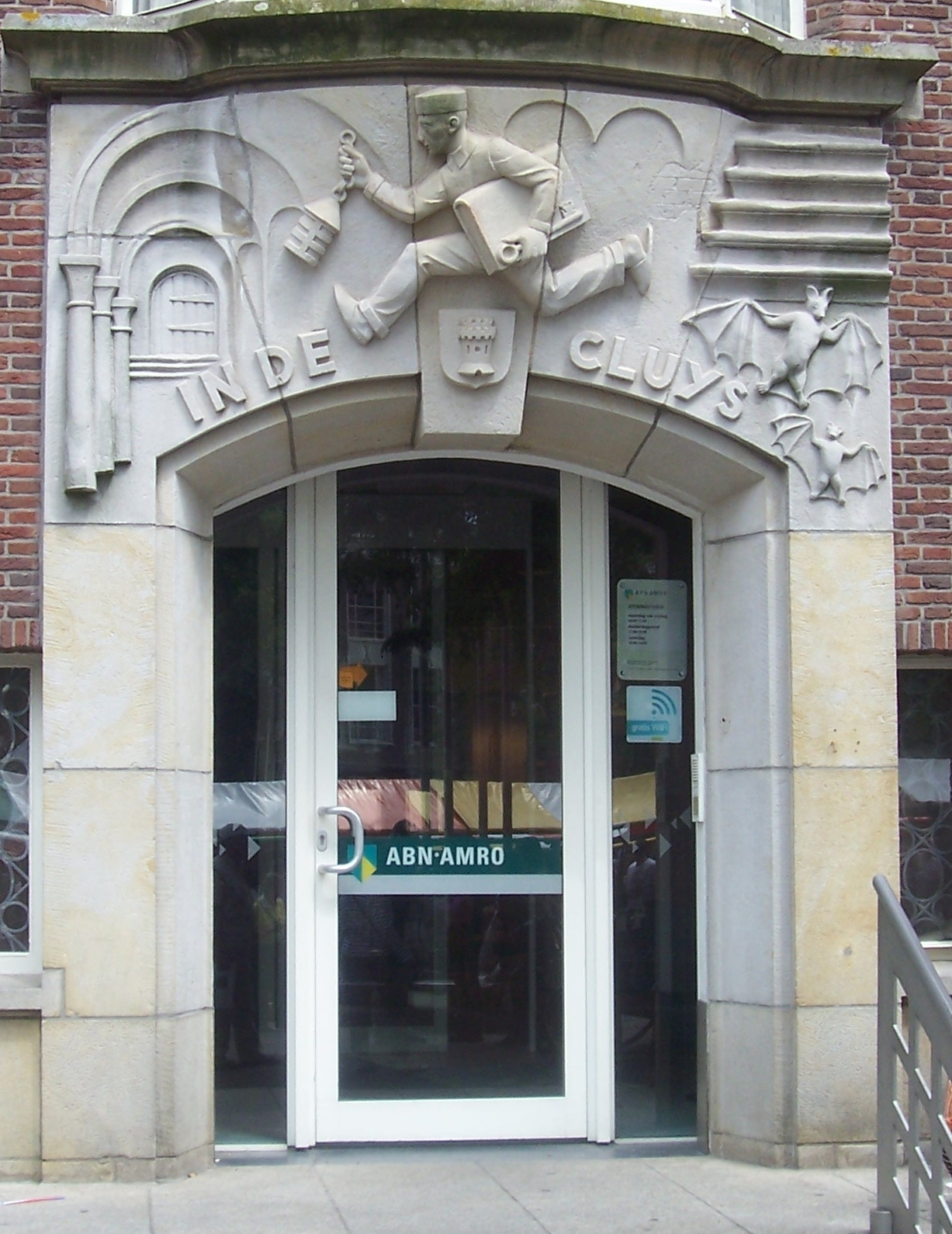
In de Cluys
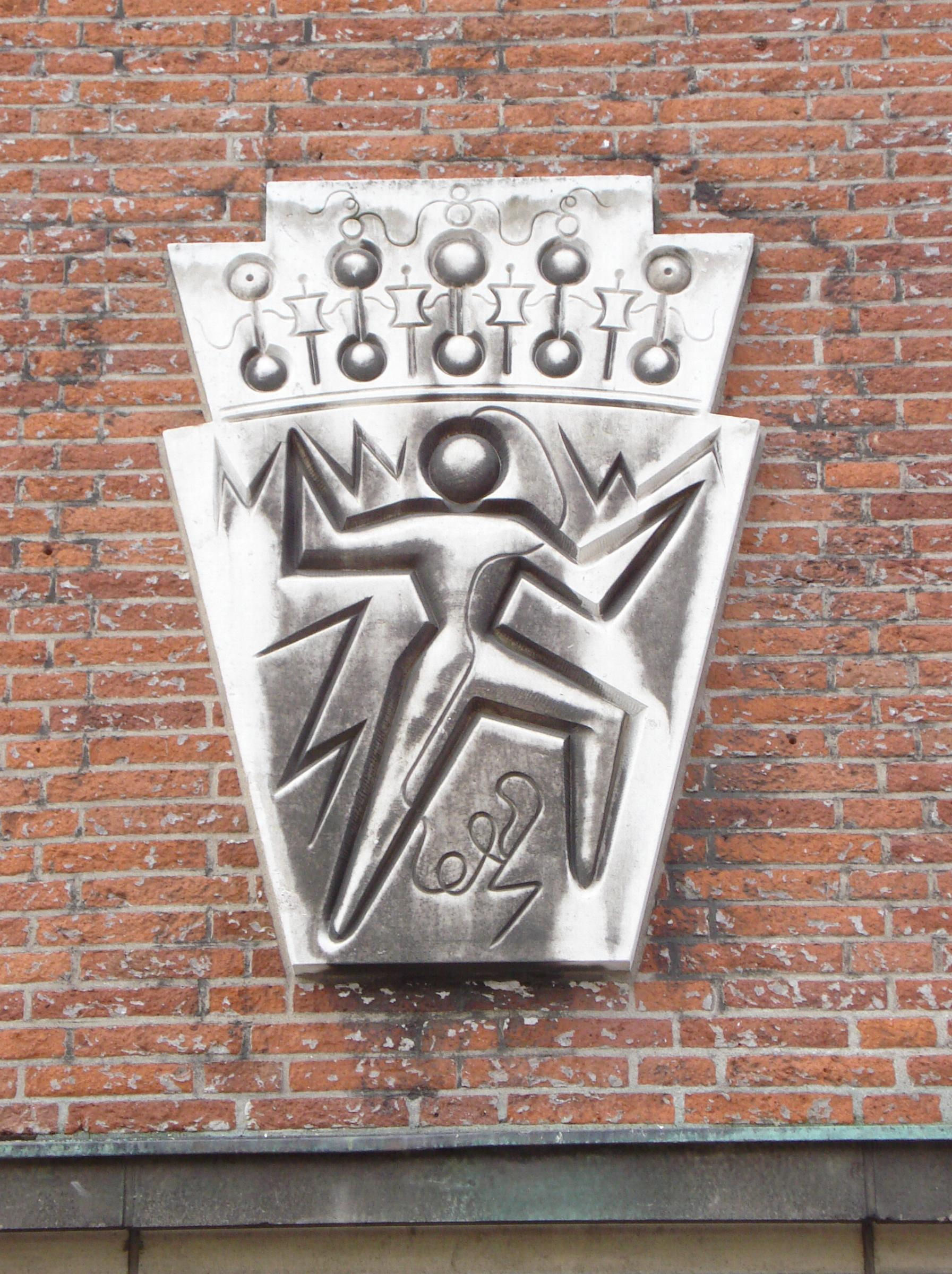
Giebelstein, Posthoornstraat, Rotterdam
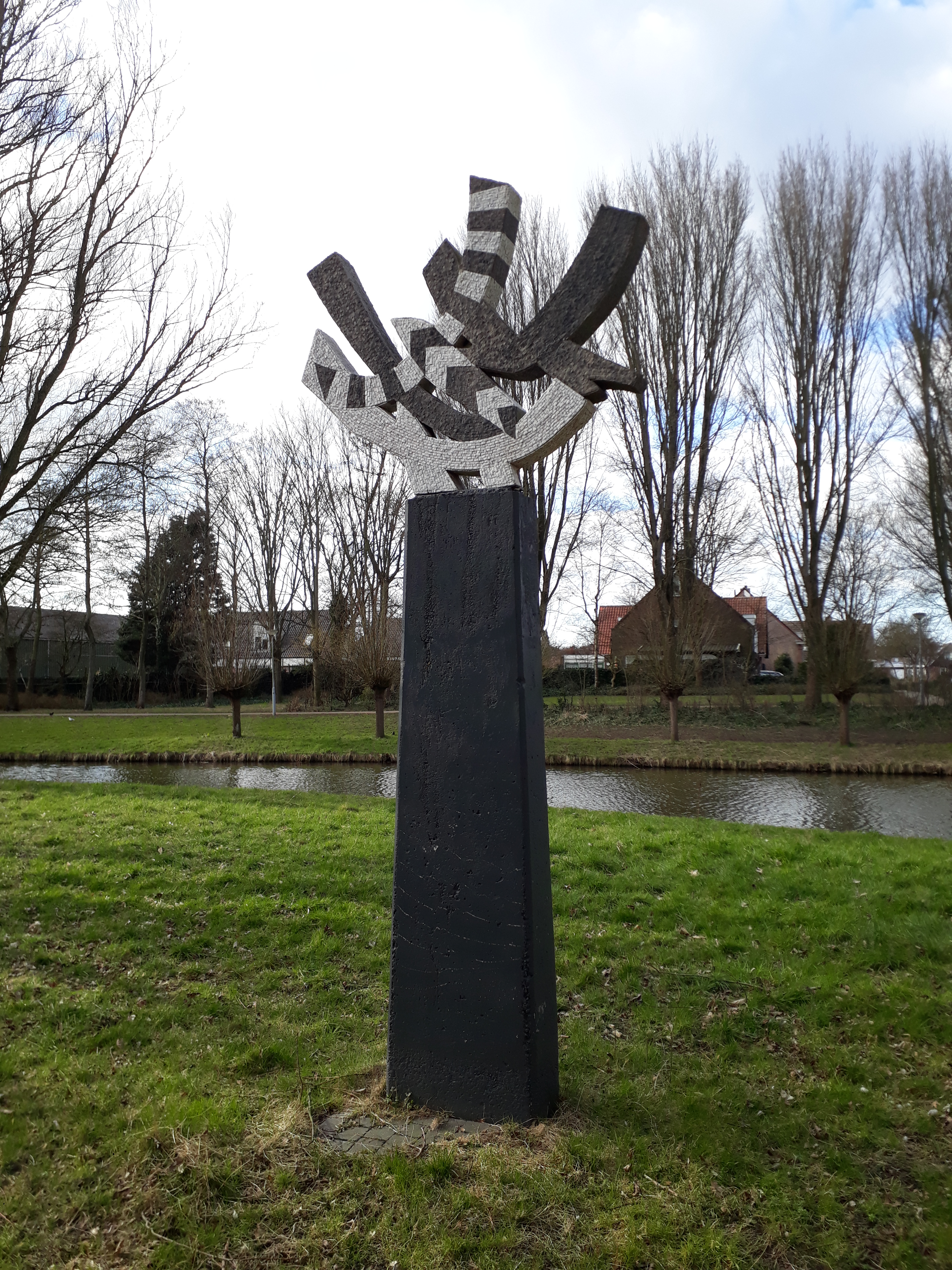
Buutpaal
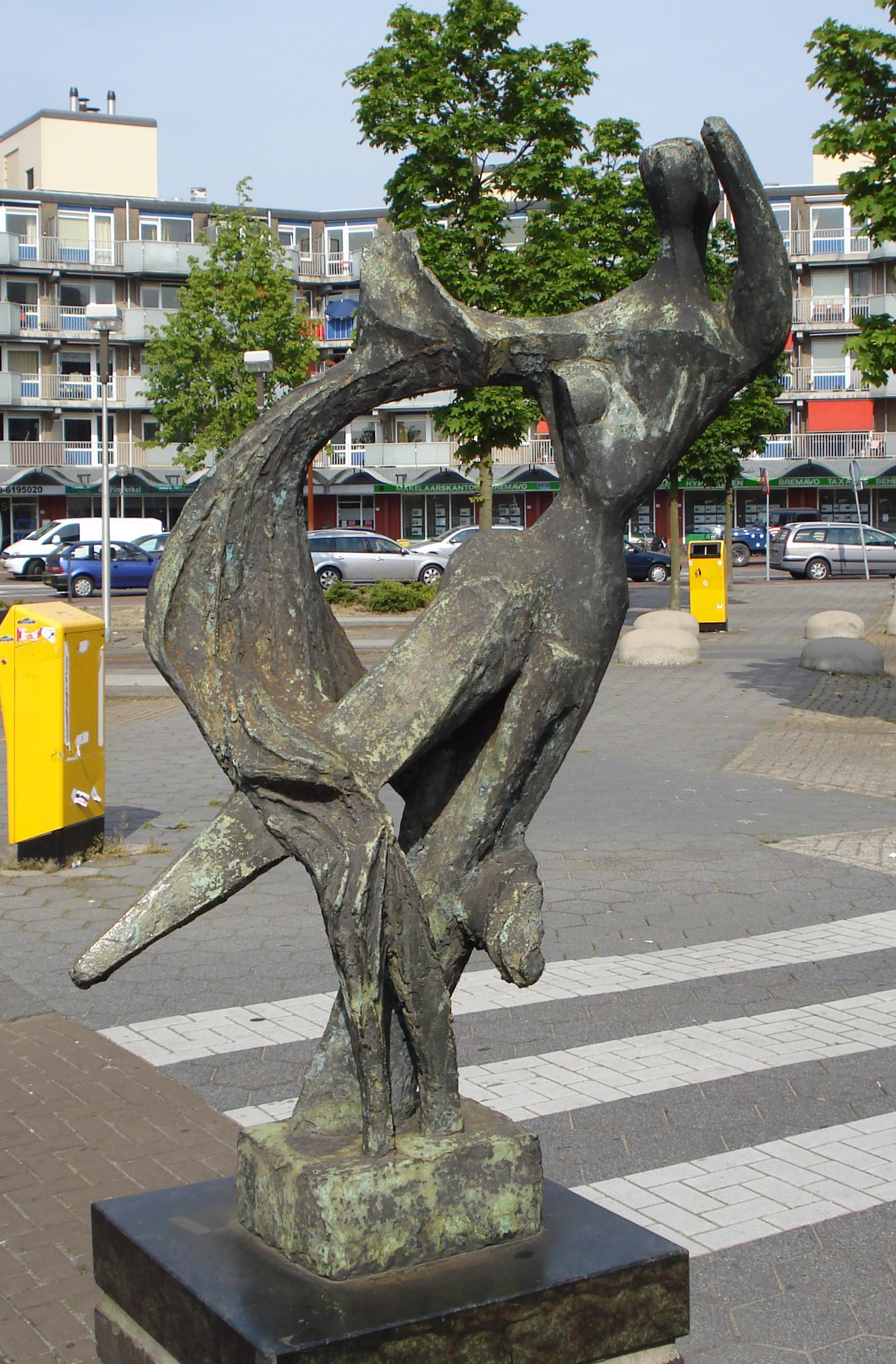
Daphne
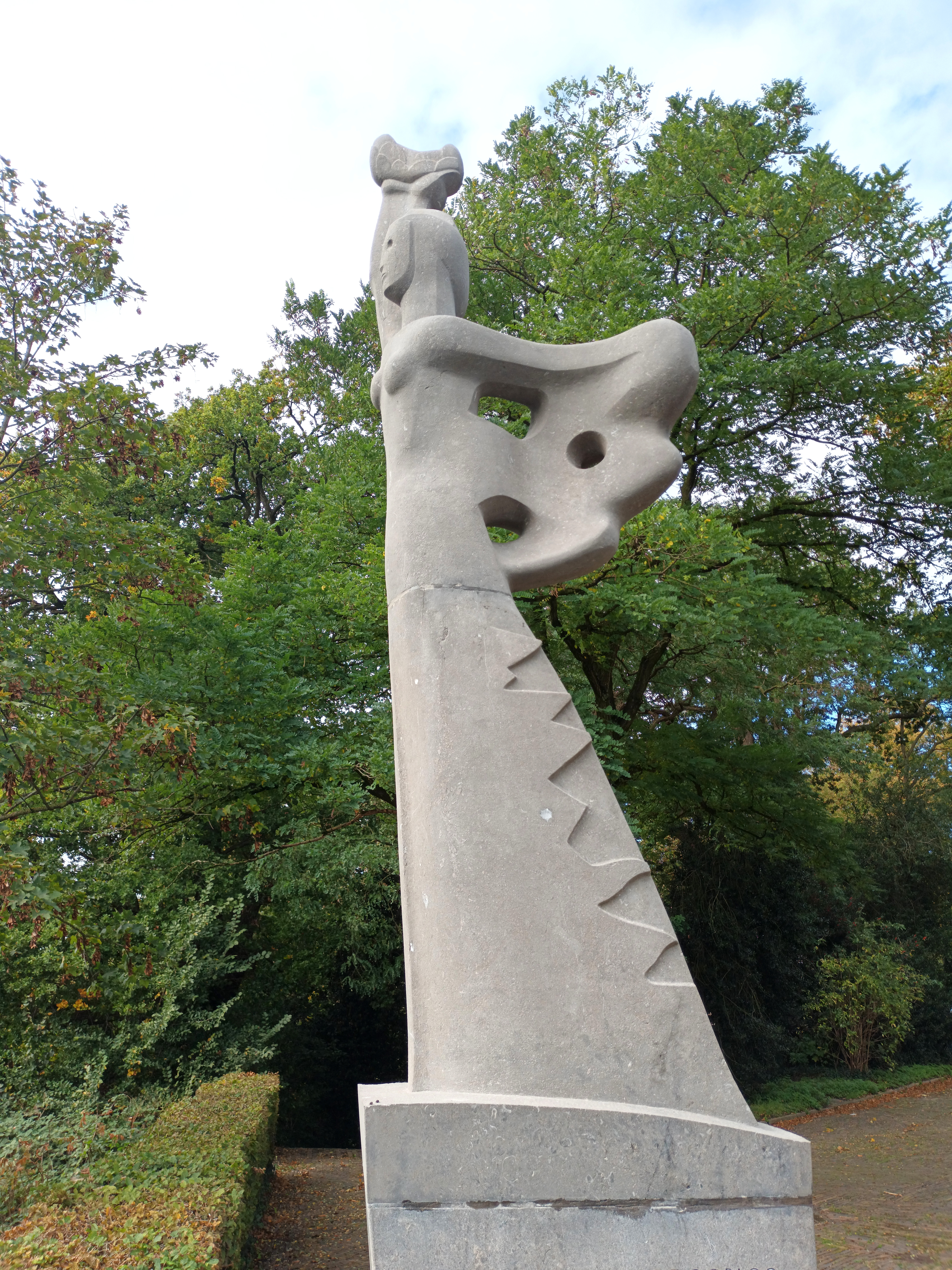
Eert de vrouw

## Ausstellungen (Auswahl)
- 1936 bis 1940: Ausstellungen der Kunstenaarsvereniging Sint Lucas, Amsterdam
- 1937: Weltfachausstellung Paris 1937, niederländischer Pavillon
- 1938, 1941, 1946:  Ausstellungen des Nederlandse Kring van Beeldhouwers, Stedelijk Museum, Amsterdam
- 1939: Onze kunst van heden, Rijksmuseum Amsterdam
- 1946, 1949, 1952: Ausstellungen der Stichting Sonsbeek '49, Park Sonsbeek, Arnhem
- 1951: Nederlandse Beeldhouwkunst,	Kunstmuseum Den Haag
- 1951: Britse en Nederlandse vrouwen exposeren, Museum Fodor Amsterdam
- 1951: Middelheim Antwerpen Openluchtmuseum voor beeldhouwkunst, Antwerpen
- 1952: Nederlandse beeldhouwers. Sculpteurs néerlandais, Palais des Beaux-Arts de Bruxelles
- 1957: Nederlandse beeldhouwkunst '57, Museum Boijmans Van Beuningen, Rotterdam
- 1962: kleinplastiek Madurodam, Madurodam, Den Haag
- 1967, 1969, 1970, 1972:  Ausstellungen des Nederlandse Kring van Beeldhouwers, Stedelijk Museum, Amsterdam
- 1993: Schloss Groeneveld, Baarn
- 1999: Elck zijn waarom, Königliches Museum der Schönen Künste, Antwerpen
- 2000: Elck zijn waarom, Museum Arnhem[4]

Werke von ihr befinden sich im Museum Arnhem, dem Maritiem Museum in Rotterdam, in der Sammlung des Rijksdienst voor het Cultureel Erfgoed und im öffentlichen Raum.